# Люце, Фёдор Иванович (1785)
Фёдор Иванович фон Люце (нем. Johann Friedrich Wilhelm von Luce; 1785—1866) — инженер-генерал; комендант Гатчины.

## Биография
Сын доктора богословия и медицины Иоганна-Вильгельма-Людвига фон Люце, родился 16 (27) августа 1785 года. Образование получил в 1-м кадетском корпусе и был выпущен в инженерные офицеры 13 марта 1805 года.
Участвовал в русско-шведской войне, где устраивал переправы через Ботнический залив по тонким льдам и насыпал батареи из снега. В Отечественную войну 1812 года он находился с одной ротой сапёров при всей армии и устраивал все переправы, так как саперные батальоны были размещены по крепостям. За отличия в Отечественную войну он был награждён орденом Св. Владимира 4-й степени.
В 1820 году Люце был произведён в полковники.
Впоследствии Люце командовал сапёрным батальоном и, как выдающийся батальонный командир, был назначен сформировать учебный сапёрный батальон, который им был доведён до такого совершенства, что великий князь Михаил Павлович показывал его знатным иностранным гостям, при вечернем освещении в Михайловском манеже. Одним словом, учебный саперный батальон был совершенством фронтового образования, а потому распределялся для обучения по всем гвардейским полкам. Все нижние чины, приготовлявшиеся в унтер-офицеры во все сапёрные батальоны, получали такую солидную подготовку, что давали первоклассных кондукторов для крепостей и первых гравёров в штабы.
Так как Люце считался очень строгим начальником, то провинившиеся из придворного штата, за наказание, присылались в учебный сапёрный батальон для обучения фронту. Между тем он был добрейшим человеком и религиозным до того, что Евангелие было его всегдашней настольной книгой. Из учебных книг он любил в особенности сочинения по агрономии и ботанике.
Под конец командования учебным саперным батальоном, в царствование императора Николая І, в 1831 году Люце был командирован для усмирения Новгородского бунта. Возвратившись обратно к батальону в сильном изнеможении, и будучи вместе с тем утомлен фронтовой службой, он просил начальника инженеров Данилова о переводе его в инженеры.
Затем Люце вскоре был назначен командиром образцового пехотного полка, который довёл до превосходного состояния. За время командования полком был произведён в генерал-майоры (28 февраля 1829 года) и генерал-лейтенанты (10 октября 1843 года). Утомленный многолетними трудами, Люце заболел и не мог являться к полку. По ходатайству великого князя Михаила Павловича император Николай I в 1853 году дал Люце годичный отпуск для поездки за границу на лечение.
По прошествии года Люце был назначен Гатчинским комендантом и управляющим Гатчинским дворцовым правлением. Но и на новом месте было ему не легче. Все казённые здания он нашёл в плохом состоянии, парк запущен, мостики едва держались. Люце постепенно привел всё в прекрасное состояние. Между прочим, он обратил лес в Приоратский парк, где провёл 11 вёрст шоссированных дорожек, без малейшей затраты для казны; он переделал главный корпус Гатчинского дворца и к оконечностям его пристроил два каре. Император Николай I, осмотрев окончательно дворец, благодарил Люце и, выйдя на дворцовую площадь, обратился к нему со следующими словами: «А здесь ты мне поставишь императора Павла І с палкой».
Служебная 60-летняя деятельность Люце закончилась постройкой в Гатчине собора. Инженер-генерал с 20 июня 1862 года.
Скончался в Аренсбурге 23 ноября (5 декабря) 1866 года.

## Награды
- Орден Святого Владимира 4-й степени с бантом (1812)
- Орден Святой Анны 4-й степени (1813)
- Орден Святого Георгия 4-й степени (26 ноября 1827 года за беспорочную выслугу 25 лет в офицерских чинах (№ 4079 по кавалерскому списку Григоровича — Степанова)[1]
- Орден Святого Владимира 3-й степени (1829)
- Орден Святого Станислава 1-й степени (1832)
- Орден Святой Анны 1-й степени (1833; императорская корона к ордену — 1835)
- Орден Белого орла (1852)

## Семья
Был женат на Анне Даниловне Зверевой (?—17.06.1860). Их дети: Елизавета (04.01.1811—?), Александр (30.06.1816—?), Анна (16.09.1819—20.02.1862), Константин (14.02.1822—29.04.1851), Павел (16.07.1824—07.07.1874), Михаил (08.04.1827—18.02.1847). Анна Даниловна, дочь Анна и сын Михаил были похоронены на Гатчинском кладбище.